# عصافير العالم القديم
عصافير العالم القديم أو الفصيلة العصفورية هي فصيلة من العصفوريات، وتعرف أيضا باسم العصافير الحقيقية.

## الأنواع
قائمة أنواع عصافير الدوري:
- Hypocryptadius
  - Cinnamon ibon
- عصفور حقيقي
  - عصفور ساكسول، Passer ammodendri
  - عصفور دوري، Passer domesticus
  - عصفور إيطالي، Passer italiae
  - عصفور إسباني، Passer hispaniolensis
  - عصفور السند، Passer pyrrhonotus
  - عصفور صومالي، Passer castanopterus
  - عصفور خمري، Passer rutilans
  - عصفور بسيط الظهر، Passer flaveolus
  - عصفور البحر الميت، Passer moabiticus
  - عصفور ياغو، Passer iagoensis
  - عصفور كبير، Passer motitensis
  - عصفور كينيا، Passer rufocinctus
  - عصفور كردفان [الإنجليزية]، Passer cordofanicus
  - عصفور شيلي [الإنجليزية]، Passer shelleyi
  - عصفور سقطري، Passer insularis
  - عصفور عبد الكوري، Passer hemileucus
  - عصفور جنوب إفريقيا، Passer melanurus
  - عصفور رمادي الرأس الشمالي، Passer griseus
  - عصفور سوينسون، Passer swainsonii
  - عصفور ببغائي المنقار، Passer gongonensis
  - عصفور سواحلي [الإنجليزية]، Passer suahelicus
  - عصفور رمادي الرأس الجنوبي [الإنجليزية]، Passer diffusus
  - عصفور صحراوي، Passer simplex
  - عصفور الشجر الأوراسي، Passer montanus
  - عصفور ذهبي سوداني، Passer luteus
  - عصفور ذهبي عربي، Passer euchlorus
  - عصفور كستنائي، Passer eminibey
- عصفور الصخر، Petronia
  - Yellow-spotted petronia، Petronia pyrgita
  - عصفور أصفر الرقبة  [لغات أخرى]‏، Petronia xanthocollis
  - Yellow-throated petronia، Petronia superciliaris
  - عصفور الأدغال، Petronia dentata
  - دوري الصخر، Petronia petronia
- Carpospiza
  - عصفور الصخر الباهت، Carpospiza brachydactyla
- Montifringilla، the snowfinches
  - جزم الثلج أبيض الجناح، Montifringilla nivalis
  - Black-winged snowfinch، Montifringilla adamsi
  - White-rumped snowfinch، Montifringilla taczanowskii
  - Père David's snowfinch، Montifringilla davidiana
  - Rufous-necked snowfinch، Montifringilla ruficollis
  - Plain-backed snowfinch، Montifringilla blanfordi
  - Afghan snowfinch، Montifringilla theresae

## وصلات خارجية
- Passeridae at the Internet Bird Collection